# Colanthura tenuis
Colanthura tenuis är en kräftdjursart som beskrevs av Richardson 1902. Colanthura tenuis ingår i släktet Colanthura och familjen Paranthuridae. Inga underarter finns listade i Catalogue of Life.